# Unione Sportiva Grosseto Football Club 2009-2010
Questa pagina raccoglie i dati riguardanti l'Unione Sportiva Grosseto Football Club nelle competizioni ufficiali della stagione 2009-2010.

## Stagione
Nella stagione 2009-2010 il Grosetto si affida nuovamente al tecnico Elio Gustinetti, capace nella stagione precedente di trascinare la squadra ai Play-off validi per designare la terza promossa in Serie A.
Sono molti i movimenti di mercato durante la sessione estiva del calciomercato. Arrivano in Maremma Carobbio, Turati, Alfageme, Job e Pinilla. A lasciare il Grosseto sono Sansovini e Gessa, andati al Pescara, Abruzzese al Crotone, Córdova al Parma, e Garofalo, passato a parametro zero al Siena, storico rivale dei maremmani.
La stagione comincia con due sconfitte consecutive, rispettivamente contro Torino (0-3), e Triestina (1-0). La prima vittoria arriva alla 5ª giornata contro il Modena (3-1). Il 19 dicembre 2009, a seguito della vittoria del Frosinone (2-1), la squadra si porta per la prima volta in campionato a ridosso della zona play-off.
Il 24 marzo 2010, nonostante la squadra si trovasse al terzo posto, in seguito della sconfitta esterna subita contro il Padova, Gustinetti viene esonerato. Come poi spiegato tramite un comunicato dalla società, l'esonero non è stato basato dai risultati tecnici, bensì dalle dichiarazioni risalenti al postpartita di Grosseto-Sassuolo, riguardanti i compensi corrisposti ai tesserati. Al suo posto viene chiamato Maurizio Sarri. L'infortunio occorso a Pinilla (capocannoniere della squadra, autore di 24 reti in altrettante partite) e una lunga serie di risultati altalenanti, impediscono al Grosseto di qualificarsi per i play-off.

## Divise e sponsor
Lo sponsor tecnico è Erreà. Lo sponsor principale è ILCO (Industria Lavorazione Carni Ovine).
| Casa | Trasferta | Terza maglia |

## Rosa
| N. |                         | Ruolo | Calciatore                |
| -- | ----------------------- | ----- | ------------------------- |
| 1  | Italia (bandiera)       | P     | Paolo Acerbis             |
| 2  | Sierra Leone (bandiera) | D     | Kewullay Conteh           |
| 3  | Italia (bandiera)       | D     | Mirko Barbagli            |
| 4  | Australia (bandiera)    | C     | Carl Valeri               |
| 5  | Italia (bandiera)       | D     | Gianluca Freddi           |
| 6  | Italia (bandiera)       | C     | Christian Scarlato        |
| 7  | Italia (bandiera)       | C     | Leandro Vitiello          |
| 8  | Italia (bandiera)       | C     | Giampietro Zecchin        |
| 8  | Brasile (bandiera)      | A     | Joelson                   |
| 9  | Italia (bandiera)       | A     | Marco Sansovini           |
| 9  | Italia (bandiera)       | C     | Filippo Carobbio          |
| 10 | Italia (bandiera)       | C     | Luigi Consonni (capitano) |
| 11 | Austria (bandiera)      | A     | Thomas Pichlmann          |
| 12 | Italia (bandiera)       | P     | Alessandro Caparco        |
| 13 | Italia (bandiera)       | D     | Giuseppe Abruzzese        |
| 15 | Italia (bandiera)       | D     | Massimo Melucci           |
| 16 | Italia (bandiera)       | C     | Romeo Papini              |
| 18 | Italia (bandiera)       | C     | Leonardo Longo            |
| 18 | Italia (bandiera)       | A     | Mauro Esposito            |
| 19 | Italia (bandiera)       | C     | Daniel Margarita          |

| N. |                      | Ruolo | Calciatore               |
| -- | -------------------- | ----- | ------------------------ |
| 21 | Argentina (bandiera) | A     | Luis Alfageme            |
| 22 | Italia (bandiera)    | D     | Ferdinando Vitofrancesco |
| 23 | Italia (bandiera)    | A     | Marco Carparelli         |
| 24 | Italia (bandiera)    | D     | Massimo Maraucci         |
| 26 | Italia (bandiera)    | D     | Marco Turati             |
| 27 | Camerun (bandiera)   | C     | Thomas Job               |
| 33 | Italia (bandiera)    | D     | Nicola Mora              |
| 37 | Italia (bandiera)    | D     | Alessandro Crescenzi     |
| 38 | Italia (bandiera)    | D     | Daniele Federici         |
| 50 | Italia (bandiera)    | P     | Ivan Lanni               |
| 51 | Cile (bandiera)      | A     | Mauricio Pinilla         |
| 76 | Italia (bandiera)    | P     | Gabriele Aldegani        |
| 78 | Italia (bandiera)    | C     | Andrea Zanchi            |
| 87 | Italia (bandiera)    | D     | Simone Fautario          |
| 89 | Italia (bandiera)    | C     | Marco Viviano            |
| 90 | Italia (bandiera)    | A     | Gianluca Toscano         |
| 91 | Italia (bandiera)    | C     | Marco D'Alessandro       |
| 92 | Italia (bandiera)    | P     | Alessandro Tonti         |
| 93 | Ghana (bandiera)     | C     | Yaw Asante               |
| 94 | Kosovo (bandiera)    | C     | Lulzim Morina            |

## Calciomercato

### Sessione estiva(dall'1/7 al 31/8)
| Acquisti | Acquisti                 | Acquisti   | Acquisti                         |
| R.       | Nome                     | da         | Modalità                         |
| -------- | ------------------------ | ---------- | -------------------------------- |
| P        | Ivan Lanni               | Roma       | definitivo                       |
| P        | Paolo Acerbis            | Catania    | fine prestito                    |
| D        | Maurizio Maraucci        | Pro Patria | prestito                         |
| D        | Kewullay Conteh          |            | svincolato                       |
| D        | Alessandro Crescenzi     | Roma       | prestito                         |
| D        | Daniele Federici         | Inter      | rinnovo comp.                    |
| D        | Ferdinando Vitofrancesco | Cremonese  | prestito con diritto di riscatto |
| D        | Marco Turati             | Cesena     | definitivo                       |
| D        | Massimo Melucci          |            | svincolato                       |
| D        | Simone Fautario          | Inter      | compartecipazione                |
| C        | Filippo Carobbio         | Bari       | prestito                         |
| C        | Marco D'Alessandro       | Roma       | prestito                         |
| C        | Thomas Job               |            | svincolato                       |
| C        | Romeo Papini             |            | svincolato                       |
| A        | Luis Alfageme            | Brescia    | compartecipazione                |
| A        | Joelson                  | Reggina    | prestito                         |
| A        | Lorenzo Dal Rio          | Pistoiese  | fine prestito                    |
| A        | Mauricio Pinilla         |            | svincolato                       |

| Cessioni | Cessioni             | Cessioni   | Cessioni      |
| R.       | Nome                 | a          | Modalità      |
| -------- | -------------------- | ---------- | ------------- |
| P        | Andrea Pinzan        |            | svincolato    |
| P        | Ciro Polito          | Catania    | fine prestito |
| P        | Ivan Lanni           | Pisa       | definitivo    |
| D        | Mariano Stendardo    | Genoa      | fine prestito |
| D        | Giuseppe Abruzzese   | Crotone    | definitivo    |
| D        | Mirko Barbagli       | Pro Patria | definitivo    |
| D        | Agostino Garofalo    |            | svincolato    |
| D        | Sandro Porchia       | Cosenza    | definitivo    |
| C        | Flavio Lazzari       | Udinese    | fine prestito |
| C        | Nicolás Córdova      |            | svincolato    |
| C        | Massimo Bonanni      | Sampdoria  | fine prestito |
| C        | Andrea Gessa         |            | svincolato    |
| C        | Andrea Capone        |            | svincolato    |
| A        | Marco Sansovini      | Pescara    | definitivo    |
| A        | Marco Carparelli     | Pisa       | definitivo    |
| A        | Michele Marconi      | Atalanta   | fine prestito |
| A        | Alessandro Pellicori | Avellino   | fine prestito |
| A        | Lorenzo Dal Rio      | Siracusa   | definitivo    |

### Sessione invernale(dal 3/1 al 31/1)
| Acquisti | Acquisti       | Acquisti | Acquisti |
| R.       | Nome           | da       | Modalità |
| -------- | -------------- | -------- | -------- |
| A        | Mauro Esposito | Roma     | prestito |

| Cessioni | Cessioni    | Cessioni | Cessioni          |
| R.       | Nome        | a        | Modalità          |
| -------- | ----------- | -------- | ----------------- |
| C        | Carl Valeri | Sassuolo | compartecipazione |

### Trasferimenti post-sessione invernale
| Acquisti | Acquisti          | Acquisti | Acquisti   |
| R.       | Nome              | a        | Modalità   |
| -------- | ----------------- | -------- | ---------- |
| P        | Gabriele Aldegani |          | svincolato |

## Risultati

### Serie B

#### Girone di andata
| Arbitro: | Bergonzi (Genova) |

|  |           |                                 |
|  | Marcatori | 42’ Di Michele 62’, 73’ Bianchi |

| Arbitro: | Gallione (Alessandria) |

|         |           |  |
| Nef 30’ | Marcatori |  |

| Arbitro: | Russo (Nola) |

|                               |           |                                 |
| Joelson 19’ (rig.) Conteh 80’ | Marcatori | 55’ (rig.) Ginestra 63’ Mancini |

| Arbitro: | Baracani (Firenze) |

|           |           |             |
| Iunco 87’ | Marcatori | 31’ Pinilla |

| Arbitro: | Brighi (Cesena) |

|                                    |           |                  |
| Turati 15’, 35’ Pinilla 67’ (rig.) | Marcatori | 82’ (rig.) Luisi |

| Crotone 22 settembre 2009, ore 20.45 CEST 6ª giornata | Crotone                  | 0 – 0 referto | Grosseto | Stadio Ezio Scida (2.942 spett.)\| Arbitro: \| Guida (Torre Annunziata) \| |
| Arbitro:                                              | Guida (Torre Annunziata) |               |          |                                                                            |

| Arbitro: | Stefanini (Prato) |

|                              |           |           |
| Pichlmann 13’ (rig.) Job 70’ | Marcatori | 76’ Kozák |

| Arbitro: | De Marco (Chiavari) |

|                             |           |  |
| Caridi 51’ (rig.) Nassi 63’ | Marcatori |  |

| Arbitro: | Tozzi (Ostia Lido) |

|                            |           |                                      |
| Martinetti 33’ Noselli 55’ | Marcatori | 36’, 82’ Carobbio 43’ (rig.) Joelson |

| Arbitro: | Giannoccaro (Lecce) |

|                                 |           |                         |
| Pichlmann 10’ (rig.) Turati 16’ | Marcatori | 52’ Italiano 77’ Soncin |

| Arbitro: | Gervasoni (Mantova) |

|                           |           |                              |
| do Prado 1’ Schelotto 46’ | Marcatori | 8’ Carobbio 49’ D'Alessandro |

| Arbitro: | Doveri (Roma) |

|                          |           |             |
| Vitiello 40’ Pinilla 48’ | Marcatori | 8’ Bernacci |

| Vicenza 7 novembre 2009, ore 15:30 CET 13ª giornata | Vicenza                  | 0 – 0 referto | Grosseto | Stadio Romeo Menti (6.386 spett.)\| Arbitro: \| Guida (Torre Annunziata) \| |
| Arbitro:                                            | Guida (Torre Annunziata) |               |          |                                                                             |

| Arbitro: | Candussio (Cervignano del Friuli) |

|                        |           |                            |
| Pichlmann 45’ Mora 49’ | Marcatori | 71’ Cellini 74’ Bergamelli |

| Arbitro: | Stefanini (Prato) |

|                         |           |                    |
| Pinilla 36’ (rig.), 40’ | Marcatori | 1’ Soligo 82’ Pepe |

| Arbitro: | Peruzzo (Schio) |

|                                       |           |                 |
| Fabiano 44’ Ângelo 46’ Giacomazzi 74’ | Marcatori | 2’, 34’ Pinilla |

| Arbitro: | Calvarese (Teramo) |

|                                |           |  |
| Joelson 16’ (rig.) Pinilla 46’ | Marcatori |  |

| Arbitro: | Giancola (Vasto) |

|  |           |             |
|  | Marcatori | 81’ Pinilla |

| Arbitro: | Tozzi (Ostia Lido) |

|                               |           |            |
| Pinilla 11’ (rig.) Valeri 28’ | Marcatori | 63’ Mazzeo |

| Arbitro: | Tommasi (Bassano del Grappa) |

|           |           |             |
| Pagano 2’ | Marcatori | 24’ Pinilla |

| Arbitro: | Russo (Nola) |

|             |           |  |
| Pinilla 70’ | Marcatori |  |

#### Girone di ritorno
| Arbitro: | Giannoccaro (Lecce) |

|                                             |           |               |
| Bianchi 29’ León 45’ Piá 60’ Gasbarroni 75’ | Marcatori | 24’ Pichlmann |

| Arbitro: | Giancola (Vasto) |

|                                    |           |           |
| Freddi 32’ Pinilla 67’, 80’ (rig.) | Marcatori | 90’ Audel |

| Arbitro: | Calvarese (Teramo) |

|                         |           |                                   |
| Volpato 10’ Scaglia 27’ | Marcatori | 45+2’ (rig.) Pinilla 53’ Esposito |

| Arbitro: | Guida (Torre Annunziata) |

|                                      |           |  |
| Pinilla 26’, 76’ (rig.) Vitiello 77’ | Marcatori |  |

| Arbitro: | Tommasi (Bassano del Grappa) |

|             |           |                         |
| Girardi 85’ | Marcatori | 5’ Esposito 17’ Pinilla |

| Arbitro: | Mazzoleni (Bergamo) |

|  |           |                                                 |
|  | Marcatori | 40’, 52’ Bonvissuto 71’ Gabionetta 78’ Ginestra |

| Arbitro: | Gava (Conegliano) |

|                       |           |                            |
| Possanzini 53’, 90+5’ | Marcatori | 8’ Turati 11’, 38’ Pinilla |

| Arbitro: | Giancola (Vasto) |

|            |           |                     |
| Freddi 42’ | Marcatori | 45+2’ (rig.) Caridi |

| Arbitro: | Morganti (Ascoli Piceno) |

|                        |           |                          |
| Pinilla 6’, 11’ (rig.) | Marcatori | 36’ Gorzegno 46’ Masucci |

| Arbitro: | De Marco (Chiavari) |

|              |           |  |
| Di Nardo 62’ | Marcatori |  |

| Arbitro: | Mazzoleni (Bergamo) |

|                    |           |                     |
| Pinilla 43’ (rig.) | Marcatori | 48’ (rig.) do Prado |

| Arbitro: | Tommasi (Bassano del Grappa) |

|               |           |             |
| Antenucci 80’ | Marcatori | 39’ Pinilla |

| Arbitro: | Calvarese (Teramo) |

|                                                              |           |  |
| Carobbio 3’ Esposito 51’ Pichlmann 76’ (rig.) Alfageme 90+4’ | Marcatori |  |

| Arbitro: | Tozzi (Ostia Lido) |

|            |           |            |
| Foglio 63’ | Marcatori | 37’ Turati |

| Arbitro: | Gallione (Alessandria) |

|                             |           |                                     |
| Dionisi 18’ Caputo 58’, 65’ | Marcatori | 4’, 77’ Pichlmann 16’, 66’ Vitiello |

| Arbitro: | Rizzoli (Bologna) |

|  |           |                                        |
|  | Marcatori | 39’ Giacomazzi 45+1’ Ângelo 71’ Corvia |

| Arbitro: | Stefanini (Prato) |

|             |           |               |
| Gerardi 39’ | Marcatori | 86’ Pichlmann |

| Arbitro: | Gervasoni (Mantova) |

|                                 |           |                                  |
| Consonni 19’ Pichlmann 33’, 73’ | Marcatori | 1’, 55’ Sambugaro 90+6’ Avogadri |

| Arbitro: | Giannoccaro (Lecce) |

|                 |           |  |
| Santoruvo 90+1’ | Marcatori |  |

| Arbitro: | Gava (Conegliano) |

|                                 |           |                       |
| Joelson 66’ Consonni 88’ (rig.) | Marcatori | 59’ Viola 64’ Vigiani |

| Arbitro: | Giancola (Vasto) |

|                    |           |                           |
| Tosto 15’ Éder 67’ | Marcatori | 29’ Esposito 32’ Carobbio |

### Coppa Italia
| Arbitro: | Valeri (Roma) |

|                                         |           |                                  |
| Pichlmann 22’ Federici 37’ Alfageme 84’ | Marcatori | 48’ Mortelliti 67’ F. Ceccarelli |

| Arbitro: | Brighi (Cesena) |

|                         |           |  |
| Calaiò 14’ Larrondo 35’ | Marcatori |  |

## Statistiche

### Statistiche di squadra
Aggiornate al 30 maggio 2010
| Competizione | Punti | In casa | In casa | In casa | In casa | In casa | In casa | In trasferta | In trasferta | In trasferta | In trasferta | In trasferta | In trasferta | Totale | Totale | Totale | Totale | Totale | Totale | DR  |
| Competizione | Punti | G       | V       | N       | P       | Gf      | Gs      | G            | V            | N            | P            | Gf           | Gs           | G      | V      | N      | P      | Gf     | Gs     | DR  |
| ------------ | ----- | ------- | ------- | ------- | ------- | ------- | ------- | ------------ | ------------ | ------------ | ------------ | ------------ | ------------ | ------ | ------ | ------ | ------ | ------ | ------ | --- |
| Serie B      | 61    | 21      | 9       | 9       | 3       | 39      | 32      | 21           | 5            | 10           | 6            | 21           | 27           | 42     | 14     | 19     | 9      | 66     | 33     | +33 |
| Coppa Italia |       | 1       | 1       | 0       | 0       | 3       | 2       | 1            | 0            | 0            | 1            | 0            | 2            | 2      | 1      | 0      | 1      | 3      | 4      | -1  |
| Totale       | -     | 22      | 10      | 9       | 3       | 42      | 34      | 22           | 5            | 10           | 7            | 21           | 29           | 44     | 15     | 16     | 10     | 69     | 37     | +32 |